# Chiesa di San Francesco di Sales (Roma)
La chiesa di San Francesco di Sales è una chiesa di Roma, sita nel quartiere Alessandrino, in viale Alessandrino.

## Storia
Essa è stata costruita, su progetto degli architetti Lucrezio Carbonara, Paolo Dattero e Alfredo Re, tra il 2003 ed il 2005, ed è stata consacrata e dedicata il 23 gennaio 2005 con una solenne celebrazione presieduta dall'allora cardinale vicario Camillo Ruini.
La chiesa è il luogo di culto della Parrocchia di San Francesco di Sales, istituita il 23 giugno 1961 con il decreto Neminem fugit del cardinale vicario Clemente Micara, ed affidata ai preti della Congregazione degli Oblati di San Francesco di Sales l'11 novembre dello stesso anno. Dopo un cammino ricco d'ostacoli di vario genere, nel 1965 la comunità riuscì ad acquistare il terreno per la costruzione del tempio e della casa parrocchiale. Nel 1968 le autorità comunali rilasciavano la licenza per la costruzione della casa canonica che in breve fu realizzata, mentre il progetto del tempio restò in sospeso in attesa di ulteriori finanziamenti.
Nel 1973 la casa canonica era pronta ed il salone più grande presente nell'edificio venne adibito a luogo di culto principale fino al gennaio 2005 con la dedicazione della nuova chiesa intitolata a San Francesco di Sales. Si sono dovuti aspettare ben 44 anni per avere un luogo di culto cattolico appropriato.

## Descrizione
Esternamente, la chiesa colpisce soprattutto per due aspetti: l'ampia copertura, che si protende in avanti coprendo l'immenso portale d'ingresso, che di fatto sostituisce la tradizionale facciata. Quest'ultimo è composto da tre cornici in marmo bianco, l'una dentro l'altra, che si rimpiccioliscono e arretrano verso la vetrata che fa da entrata all'edificio. La copertura, fatta di tegole di rame con un andamento ricurvo, si pretende con una punta sopra l'ingresso.
L'interno è composto da un'unica aula ottagona, allungata in senso longitudinale, dall'entrata all'altare. Il soffitto è composto da centine lignee a vista. Il presbiterio è dominato da un grande Crocifisso, un'opera (una delle prime realizzate in vetroresina) probabilmente da attribuire alla scuola dell’artista Gismondi.
Il grande Crocifisso (posizionato nel Novembre 2012) è lo stesso che, per più di quaranta anni, "ha presieduto" la preghiera della comunità parrocchiale. Davanti a questa immagine hanno pregato, sperato, ringraziato e pianto tre generazioni di fedeli . Verso la fine degli anni sessanta esso fu collocato nell’abside della chiesa di S. Teresina del Bambino Gesù (più comunemente conosciuta con il nome di Sant’Antonio), che all’epoca fungeva da chiesa parrocchiale. Nei primi anni settanta, dopo la costruzione dell’attuale edificio che ospita le opere parrocchiali, trovò il suo posto sulla parete frontale nella chiesa provvisoria (attuale salone S. Francesco di Sales). Il Cardinale Vicario, dopo aver ricevuto dalla Commissione Liturgica Diocesana parere favorevole, ha autorizzato la rimozione del provvisorio pannello preesistente (Cristo in Gloria), affinché lo storico crocifisso venisse collocato in modo definitivo nell’attuale posizione.
Fiancheggia la chiesa uno stilizzato campanile, ove sono inserite decorazioni raffiguranti i simboli degli evangelisti.